# さよならベイビー
「さよならベイビー」は、サザンオールスターズの楽曲。自身の26作目のシングルとして、タイシタレーベルから8cmCD・7インチレコード・カセットテープで1989年6月7日に発売された。
1998年2月11日にも8cmCDとして、2005年6月25日には12cmCDで再発売されている。また、2014年12月17日からはダウンロード配信、2019年12月20日からはストリーミング配信が開始されている。

## 背景・チャート成績
前作「女神達への情歌 (報道されないY型の彼方へ)」から約2か月ぶりに発売された作品。
自身のシングルでオリコン週間シングルランキング最高位は「いとしのエリー」「C調言葉に御用心」「チャコの海岸物語」「メロディ (Melody)」「みんなのうた」で記録した2位であったが、デビュー11年目となる本作で初の1位を獲得した。
TBS『ザ・ベストテン』（1989年9月放送終了）では、同曲がサザンとして最後のランクインとなった。

## 収録曲
- 収録時間：8:51

1. さよならベイビー (4:52)
（作詞・作曲：桑田佳祐 / 編曲：サザンオールスターズ & 門倉聡）
映画『彼女が水着にきがえたら』主題歌。
主題歌をオファーされた桑田は、「海の気分を作りたい」と言う理由で沖縄で作曲した[7]。この曲の歌詞のモチーフは、タイアップ先の映画での鐙摺の電話ボックス前で主演の原田知世と織田裕二がすれ違うシーンであり、桑田はこのシーンに使われるものだと思ってこの曲を書いていたという[8][注釈 4]。
2. 鎌倉物語 (Live in YOKOHAMA STADIUM) (3:59)
（作詞・作曲：桑田佳祐 / 編曲：サザンオールスターズ）
1985年発売のアルバム『KAMAKURA』収録曲。本作では1988年に行われたライブツアー『真夏の夜の夢 1988大復活祭』の最終公演である横浜スタジアムでの音源を収録している。

## 参加ミュージシャン
- 桑田佳祐:Vocal(#1)、Guitar(#2)
- 大森隆志:Guitar, Chorus(#1,2)
- 原由子:Keyboards(#1,2)、Chorus(#1)、Vocal(#2)
- 関口和之:Bass, Chorus(#1,2)
- 松田弘:Drums, Chorus(#1,2)
- 野沢秀行:Percussion, Chorus(#1,2)

- さよならベイビー
  - 門倉聡:Keyboards
  - 藤井丈司:Synthesizer, Computer Operation
  - 菅原弘明:Synthesizer, Computer Operation
- 鎌倉物語 (Live in YOKOHAMA STADIUM)
  - 矢代恒彦:Keyboards
  - 前田康美:Chorus

## 収録アルバム
| 曲名                                | 作品名                          | 備考                             |
| ----------------------------------- | ------------------------------- | -------------------------------- |
| さよならベイビー                    | Southern All Stars              |                                  |
| さよならベイビー                    | HAPPY!                          | 数量限定商品のため、現在は廃盤。 |
| さよならベイビー                    | 海のYeah!!                      |                                  |
| さよならベイビー                    | バラッド3 〜the album of LOVE〜 |                                  |
| 鎌倉物語 (Live in YOKOHAMA STADIUM) | アルバム未収録                  |                                  |

## ミュージック・ビデオ収録作品
| 曲名                                | 作品名 |
| ----------------------------------- | ------ |
| さよならベイビー                    | 未収録 |
| 鎌倉物語 (Live in YOKOHAMA STADIUM) | 未収録 |

## ライブ映像作品
| 曲名             | 作品名                                                                  |
| ---------------- | ----------------------------------------------------------------------- |
| さよならベイビー | 1998 スーパーライブ in 渚園                                             |
| さよならベイビー | SUPER SUMMER LIVE 2013 「灼熱のマンピー!! G★スポット解禁!!」 胸熱完全版 |